# Клуб Простака
«Клуб л» (англ. Coot Club) — пятая книга Артура Рэнсома из серии детских книг Ласточки и Амазонки, изданных в 1934. Книга рассказывает о Дике и Доротею Каллумне, посещающих Норфолкские озера во время пасхальных каникул, стремящихся учиться пересекать озеро под парусом и таким образом производить впечатление на Амазонок, когда они возвращаются в Озерный край. Наряду с броском новых характеров, Дик и Доротея исследуют Северный и Южный Берега и становятся 'матросами'.

## Описание
Дети семейства Каллумн проводят свои пасхальные каникулы в Норфолке с другом семьи, г-жой Баррэйбл, которая гостит на маленькой пришвартованной около деревни Хонинг яхте, названной Ворсянкой. Там они сталкиваются с Клубом простаков, группой местных детей, состоящей из Тома Дудджена, девочек близнецов 'Port' и 'Starboard' Farland, и трой мальчиков по-меньше — Джо, Билл и Пит (Смерть и Слава). Клуб простаков был сформирован для защиты местных птиц и их гнезд от собирателей яиц и других посягательств.
Шумная и равнодушная группа городских жителей (названный 'Hullabaloos' детьми) нанимает моторный крейсер Марголетта, который пришвартовавшись около важного гнезда лысухи с белым пером (одному из охраняемых клубом), угрожает гнезду разорением. И не двигается с места несмотря на вежливые просьбы уйти. Том украдкой ослабляет швартовы Марголетты, чтобы спасти захоронение и скрывается позади Ворсянки, чтобы спасти репутацию его отца. Г-жа Баррэйбл не выдает Тома жителям (Hullabaloos) и вместо этого просит, чтобы он учил Каллумна плавать.
Том, Порт, и Правый борт присоединяются к команде Ворсянки, и вместе с г-жой Баррэйбл, дети преподают Дику и Доротее основы парусного плавания вверх и вниз по Broads. Дик разделяет пристальный интерес Простака Клуба к местной жизни птиц, а Доротея использует путешествие в качестве фуража для её новой истории, «Преступник Broads», основанного на «Hullabaloos», которые клянутся поймать Тома. Они преследуют команду Ворсянки на всем протяжении Броад, в конечном счете разбилась Margoletta в бушующих Водах Breydon-а.

## Фильмография
Компания BBC создала фильм, основанный на книге Клуб Простака.